# Ambia intortalis
Ambia intortalis là một loài bướm đêm trong họ Crambidae.